# Liga Sudamericana de Clubes 2001
La Liga Sudamericana de Clubes 2001 fue la sexta edición del primer torneo más importante de básquet en Sudamérica en esos años, dejando -con su aparición- como segunda competición al Campeonato Sudamericano de Clubes Campeones. Participaron dieciséis equipos de diez países sudamericanos: Argentina, Bolivia, Brasil, Chile, Colombia, Ecuador, Paraguay, Perú, Uruguay y Venezuela, a los que se le sumó un equipo de Estados Unidos, por primera y única vez en la historia del certamen.
El ganador de esta edición fue el cuadro argentino Estudiantes de Olavarría.

## Equipos participantes
| País                  | Equipo                                                  | Vía de clasificación |
| --------------------- | ------------------------------------------------------- | --- |
| Argentina 3 cupos     | Estudiantes de Olavarría Atenas Gimnasia y Esgrima (CR) | Campeón de la Liga Nacional de Básquet 1999/00 Subcampeón de la Liga Nacional de Básquet 1999/00 3.° en la Liga Nacional de Básquet 1999/00 |
| Bolivia 1 cupo        | Real Santa Cruz                                         | Campeón de la Liga Boliviana de Baloncesto 2000                                                                                             |
| Brasil 3 cupos        | Vasco da Gama Flamengo Uberlândia                       | Campeón de la Liga Nacional de Basquete 2000 Subcampeón de la Liga Nacional de Basquete 3.° en la Liga Nacional de Basquete 2000            |
| Chile 2 cupos         | Provincial Osorno Universidad Concepción                | Campeón de la Dimayor 2000 Subcampeón de la Dimayor 2000                                                                                    |
| Colombia 1 cupo       | Piratas de Bogotá                                       | |
| Ecuador 1 cupo        | Club ESPE                                               | Campeón de la Liga Ecuatoriana de Baloncesto 2000                                                                                           |
| Estados Unidos 1 cupo | NBA Ambassadors                                         | Invitado |
| Paraguay 1 cupo       | Deportivo San José                                      | Campeón de la Primera División de Baloncesto de Paraguay 2000                                                                               |
| Perú 1 cupo           | Alas Peruanas                                           | |
| Uruguay 1 cupo        | Club Atlético Welcome                                   | Campeón de la Liga Uruguaya de Básquetbol 2000                                                                                              |
| Venezuela 1 cupo      | Cocodrilos de Caracas                                   | Campeón de la Liga Profesional de Baloncesto de Venezuela 2000                                                                              |

## Modo de disputa
El torneo estuvo dividido en dos etapas, la fase de grupos y los play-offs.
Fase de grupos
Los dieciséis participantes se dividieron en cuatro grupos de cuatro equipos cada uno, donde disputaron partidos todos contra todos dentro de su grupo. Cada grupo tuvo una sede fija la cual fue sorteada previamente.
- Grupo 1: Osorno, Chile.
- Grupo 2: Bogotá, Colombia.
- Grupo 3: Mar del Plata, Argentina.
- Grupo 4: Río de Janeiro, Brasil.

Los dos mejores de cada grupo avanzaron a la siguiente fase, la de play-offs.
Play offs
Los ocho participantes se enfrentaron en parejas a duelos al mejor de tres, los cuales se jugaron 1-2, disputando dos partidos como local los primeros de grupo. Los cuatro ganadores avanzaron de fase y se enfrentaron nuevamente con el mismo formato.
La final se jugó al mejor de cinco encuentros, disputados 2-2-1.

## Fase de grupos

### Grupo A - Osorno, Chile
| Pos. | Equipo                                  | Pts | PJ | PG | PP | PF  | PC  | Dif |
| ---- | --------------------------------------- | --- | -- | -- | -- | --- | --- | --- |
| 1.   | Gimnasia y Esgrima (Comodoro Rivadavia) | 6   | 3  | 3  | 0  | 292 | 251 | +41 |
| 2.   | Vasco de Gama                           | 5   | 3  | 2  | 1  | 286 | 216 | +70 |
| 3.   | Provincial Osorno                       | 4   | 3  | 1  | 2  | 249 | 274 | -25 |
| 4.   | Alas Peruanas                           | 3   | 3  | 0  | 3  | 212 | 298 | -86 |

|  | Clasificado a la siguiente fase del torneo. |

| 12 de febrero | Vasco da Gama           | 87–88 | Gimnasia y Esgrima (CR)         | Osorno                              |  |
|               |                         |       |                                 |                                     |  |
|               | Estadísticas Helinho 19 | Pts   | Estadísticas 26 Leandro Masieri | Pabellón: Monumental María Gallardo |  |

| 12 de febrero | Provincial Osorno                       | 92–77 | Alas Peruanas         | Osorno                              |  |
|               |                                         |       |                       |                                     |  |
|               | Estadísticas Stewart, Méndez y Macon 20 | Pts   | Estadísticas 23 Aubry | Pabellón: Monumental María Gallardo |  |

| 13 de febrero | Vasco da Gama           | 111–57 | Alas Peruanas                 | Osorno                              |  |
|               |                         |        |                               |                                     |  |
|               | Estadísticas Helinho 18 | Pts    | Estadísticas 15 Monges Carlos | Pabellón: Monumental María Gallardo |  |

| 13 de febrero | Provincial Osorno    | 86–109 | Gimnasia y Esgrima (CR) | Osorno                              |  |
|               |                      |        |                         |                                     |  |
|               | Estadísticas Seaz 22 | Pts    | Estadísticas 31 Masieri | Pabellón: Monumental María Gallardo |  |

| 14 de febrero | Provincial Osorno      | 71–88 | Vasco da Gama           | Osorno                              |  |
|               |                        |       |                         |                                     |  |
|               | Estadísticas Mendez 25 | Pts   | Estadísticas 21 Rogerio | Pabellón: Monumental María Gallardo |  |

| 14 de febrero | Gimnasia y Esgrima (CR) | 95–78 | Alas Peruanas         | Osorno                              |  |
|               |                         |       |                       |                                     |  |
|               | Estadísticas Masieri 28 | Pts   | Estadísticas 23 Aubry | Pabellón: Monumental María Gallardo |  |

### Grupo B - Bogotá, Colombia
| Pos. | Equipo                  | Pts | PJ | PG | PP | PF  | PC  | Dif  |
| ---- | ----------------------- | --- | -- | -- | -- | --- | --- | ---- |
| 1.   | Estudiantes (Olavarría) | 6   | 3  | 3  | 0  | 312 | 236 | +76  |
| 2.   | Uberlândia Tênis Clube  | 5   | 3  | 2  | 1  | 263 | 225 | +38  |
| 3.   | Piratas de Bogotá       | 4   | 3  | 1  | 2  | 234 | 246 | -12  |
| 4.   | Real Santa Cruz         | 3   | 3  | 0  | 3  | 215 | 317 | -102 |

|  | Clasificado a la siguiente fase del torneo. |

| 14 de febrero | Estudiantes (O)        | 86–82 | Uberlândia Tênis Clube             | Bogotá                       |  |
|               |                        |       |                                    |                              |  |
|               | Estadísticas Wilson 18 | Pts   | Estadísticas 20 Savoy y Marc Brown | Pabellón: Coliseo El Salitre |  |

| 14 de febrero | Piratas de Bogotá       | 83–73 | Real Santa Cruz          | Bogotá                       |  |
|               |                         |       |                          |                              |  |
|               | Estadísticas Giraldo 23 | Pts   | Estadísticas 24 Chapotin | Pabellón: Coliseo El Salitre |  |

| 15 de febrero | Estudiantes (O)       | 136–68 | Real Santa Cruz          | Osorno                              |  |
|               |                       |        |                          |                                     |  |
|               | Estadísticas Baldo 29 | Pts    | Estadísticas 19 Chapotin | Pabellón: Monumental María Gallardo |  |

| 15 de febrero | Piratas de Bogotá       | 65–83 | Uberlândia Tênis Clube | Osorno                              |  |
|               |                         |       |                        |                                     |  |
|               | Estadísticas Giraldo 15 | Pts   | Estadísticas 28 Brown  | Pabellón: Monumental María Gallardo |  |

| 16 de febrero | Estudiantes (O) | 90–86 | Piratas de Bogotá | Osorno                              |
|               |                 |       |                   |                                     |
|               |                 |       |                   | Pabellón: Monumental María Gallardo |

| 16 de febrero | Uberlândia Tênis Clube | 98–74 | Real Santa Cruz | Osorno                              |
|               |                        |       |                 |                                     |
|               |                        |       |                 | Pabellón: Monumental María Gallardo |

### Grupo C - Mar del Plata; Argentina
| Pos. | Equipo                    | Pts | PJ | PG | PP | PF  | PC  | Dif |
| ---- | ------------------------- | --- | -- | -- | -- | --- | --- | --- |
| 1.   | Atenas                    | 6   | 3  | 3  | 0  | 286 | 242 | +44 |
| 2.   | Ambassadors               | 5   | 3  | 2  | 1  | 274 | 263 | +11 |
| 3.   | Deportivo San José        | 4   | 3  | 1  | 2  | 247 | 260 | -13 |
| 4.   | Universidad de Concepción | 3   | 3  | 0  | 3  | 239 | 281 | -42 |

|  | Clasificado a la siguiente fase del torneo. |

| 15 de febrero | Atenas                    | 90–75 | Universidad de Concepción | Mar del Plata                          |  |
|               |                           |       |                           |                                        |  |
|               | Estadísticas Gutiérrez 23 | Pts   | Estadísticas 22 Fritsch   | Pabellón: Polideportivo Islas Malvinas |  |

| 15 de febrero | Ambassadors           | 83–73 | Deportivo San José    | Mar del Plata                          |  |
|               |                       |       |                       |                                        |  |
|               | Estadísticas Smith 24 | Pts   | Estadísticas 33 Jones | Pabellón: Polideportivo Islas Malvinas |  |

| 16 de febrero | Atenas                   | 93–74 | Deportivo San José    | Mar del Plata                          |  |
|               |                          |       |                       |                                        |  |
|               | Estadísticas Herrmann 34 | Pts   | Estadísticas 31 Jones | Pabellón: Polideportivo Islas Malvinas |  |

| 16 de febrero | Ambassadors             | 94–84 | Universidad de Concepción | Mar del Plata                          |  |
|               |                         |       |                           |                                        |  |
|               | Estadísticas Haywood 15 | Pts   | Estadísticas 25 Poole     | Pabellón: Polideportivo Islas Malvinas |  |

| 17 de febrero | Atenas                   | 103–93 | Ambassadors           | Mar del Plata                          |  |
|               |                          |        |                       |                                        |  |
|               | Estadísticas Herrmann 22 | Pts    | Estadísticas 18 Black | Pabellón: Polideportivo Islas Malvinas |  |

| 17 de febrero | Deportivo San José    | 97–80 | Universidad de Concepción | Mar del Plata                          |  |
|               |                       |       |                           |                                        |  |
|               | Estadísticas Jones 26 | Pts   | Estadísticas 21 Morgan    | Pabellón: Polideportivo Islas Malvinas |  |

### Grupo D - Río de Janeiro; Brasil
| Pos. | Equipo                | Pts | PJ | PG | PP | PF  | PC  | Dif  |
| ---- | --------------------- | --- | -- | -- | -- | --- | --- | ---- |
| 1.   | Flamengo              | 5   | 3  | 2  | 1  | 325 | 244 | +81  |
| 2.   | Welcome               | 5   | 3  | 2  | 1  | 275 | 237 | +38  |
| 3.   | Cocodrilos de Caracas | 5   | 3  | 2  | 1  | 261 | 244 | +17  |
| 4.   | Club ESPE             | 3   | 3  | 0  | 3  | 185 | 321 | -136 |

|  | Clasificado a la siguiente fase del torneo. |

| 17 de febrero | Cocodrilos de Caracas   | 83–72 | Welcome               | Río de Janeiro                       |  |
|               |                         |       |                       |                                      |  |
|               | Estadísticas Stewart 23 | Pts   | Estadísticas 19 Owens | Pabellón: Ginásio Tijuca Tênis Clube |  |

| 17 de febrero | Flamengo                | 118–66 | Club ESPE               | Río de Janeiro                       |  |
|               |                         |        |                         |                                      |  |
|               | Estadísticas Schmidt 40 | Pts    | Estadísticas 14 Haskins | Pabellón: Ginásio Tijuca Tênis Clube |  |

| 18 de febrero | Cocodrilos de Caracas  | 96–56 | Club ESPE                | Río de Janeiro                       |  |
|               |                        |       |                          |                                      |  |
|               | Estadísticas Vargas 22 | Pts   | Estadísticas 18 Nazareno | Pabellón: Ginásio Tijuca Tênis Clube |  |

| 18 de febrero | Flamengo                | 91–96 | Welcome                   | Río de Janeiro                       |  |
|               |                         |       |                           |                                      |  |
|               | Estadísticas Schmidt 33 | Pts   | Estadísticas 22 Mazzarino | Pabellón: Ginásio Tijuca Tênis Clube |  |

| 19 de febrero | Welcome | 107–63 | Club ESPE | Río de Janeiro                       |
|               |         |        |           |                                      |
|               |         |        |           | Pabellón: Ginásio Tijuca Tênis Clube |

| 19 de febrero | Cocodrilos de Caracas | 82–116 | Flamengo | Río de Janeiro                       |
|               |                       |        |          |                                      |
|               |                       |        |          | Pabellón: Ginásio Tijuca Tênis Clube |

## Play-offs
|  | Cuartos de final        | Cuartos de final        | Cuartos de final        |                         |                         | Semifinal               | Semifinal | Semifinal |  |                 | Final           | Final | Final |  |
|  |                         |                         |                         |                         |                         |                         |           |           |  |                 |                 |       |       |  |
|  |                         |                         |                         |                         |                         |                         |           |           |  |                 |                 |       |       |  |
|  | Estudiantes (Olavarría) | Estudiantes (Olavarría) | 2                       |                         |                         |                         |           |           |  |                 |                 |       |       |  |
|  | Estudiantes (Olavarría) | Estudiantes (Olavarría) | 2                       |                         |                         |                         |           |           |  |                 |                 |       |       |  |
|  | Vasco da Gama           | Vasco da Gama           | 0                       |                         |                         |                         |           |           |  |                 |                 |       |       |  |
|  | Vasco da Gama           | Vasco da Gama           | 0                       |                         | Estudiantes (O)         | Estudiantes (O)         | 2         |           |  |                 |                 |       |       |  |
|  |                         |                         |                         |                         | Estudiantes (O)         | Estudiantes (O)         | 2         |           |  |                 |                 |       |       |  |
|  |                         |                         | Atenas                  | Atenas                  | 1                       |                         |           |           |  |                 |                 |       |       |  |
|  | Atenas                  | Atenas                  | Atenas                  | Atenas                  | 1                       | 2                       |           |           |  |                 |                 |       |       |  |
|  | Atenas                  | Atenas                  |                         |                         |                         |                         |           |           |  |                 |                 |       |       |  |
|  | Welcome                 | Welcome                 | 1                       |                         |                         |                         |           |           |  |                 |                 |       |       |  |
|  | Welcome                 | Welcome                 | 1                       |                         |                         |                         |           |           |  | Estudiantes (O) | Estudiantes (O) | 3     |       |  |
|  |                         |                         |                         |                         |                         |                         |           |           |  | Estudiantes (O) | Estudiantes (O) | 3     |       |  |
|  |                         |                         | Gimnasia y Esgrima (CR) | Gimnasia y Esgrima (CR) | 1                       |                         |           |           |  |                 |                 |       |       |  |
|  | Gimnasia y Esgrima (CR) | Gimnasia y Esgrima (CR) | Gimnasia y Esgrima (CR) | Gimnasia y Esgrima (CR) | 1                       | 2                       |           |           |  |                 |                 |       |       |  |
|  | Gimnasia y Esgrima (CR) | Gimnasia y Esgrima (CR) |                         |                         |                         |                         |           |           |  |                 |                 |       |       |  |
|  | Uberlândia              | Uberlândia              | 1                       |                         |                         |                         |           |           |  |                 |                 |       |       |  |
|  | Uberlândia              | Uberlândia              | 1                       |                         | Gimnasia y Esgrima (CR) | Gimnasia y Esgrima (CR) | 2         |           |  |                 |                 |       |       |  |
|  |                         |                         |                         |                         | Gimnasia y Esgrima (CR) | Gimnasia y Esgrima (CR) | 2         |           |  |                 |                 |       |       |  |
|  |                         |                         | Flamengo                | Flamengo                | 1                       |                         |           |           |  |                 |                 |       |       |  |
|  | Flamengo                | Flamengo                | Flamengo                | Flamengo                | 1                       | 2                       |           |           |  |                 |                 |       |       |  |
|  | Flamengo                | Flamengo                |                         |                         |                         |                         |           |           |  |                 |                 |       |       |  |
|  | Ambassadors             | Ambassadors             | 1                       |                         |                         |                         |           |           |  |                 |                 |       |       |  |
|  | Ambassadors             | Ambassadors             | 1                       |                         |                         |                         |           |           |  |                 |                 |       |       |  |
|  |                         |                         |                         |                         |                         |                         |           |           |  |                 |                 |       |       |  |

### Cuartos de final
Estudiantes (Olavarría) - Vasco da Gama
| 5 de marzo  | Vasco da Gama | 67–91 | Estudiantes (O) | Río de Janeiro                  |  |  |
|             |               |       |                 |                                 |  |  |
|             |               |       |                 | Pabellón: Ginásio Vasco da Gama |  |  |
| serie 0 - 1 |               |       |                 |                                 |  |  |
|             |               |       |                 |                                 |  |  |

| 16 de marzo | Estudiantes (O) | 107–106 | Vasco da Gama | Olavarría                        |  |  |
|             |                 |         |               |                                  |  |  |
|             |                 | Reporte |               | Pabellón: Parque Carlos Guerrero |  |  |
| serie 2 - 0 |                 |         |               |                                  |  |  |
|             |                 |         |               |                                  |  |  |

Atenas - Welcome
| 9 de marzo  | Welcome | 88–83 | Atenas | Montevideo                                      |  |  |
|             |         |       |        |                                                 |  |  |
|             |         |       |        | Pabellón: Cilindro Municipal "Federico Slinger" |  |  |
| serie 1 - 0 |         |       |        |                                                 |  |  |
|             |         |       |        |                                                 |  |  |

| 16 de marzo | Atenas                                | 101–74  | Welcome | Córdoba                                |  |  |
|             | Parciales: 32-18, 20-22, 27-16, 22-18 |         |         |                                        |  |  |
|             |                                       | Reporte |         | Pabellón: Polideportivo Carlos Cerutti |  |  |
| serie 1 - 1 |                                       |         |         |                                        |  |  |
|             |                                       |         |         |                                        |  |  |

| 18 de marzo | Atenas                                | 91–86       | Welcome                   | Córdoba                                |  |  |
|             | Parciales: 24-27, 14-22, 19-21, 34-16 |             |                           |                                        |  |  |
|             | Estadísticas Marcelo Milanesio 22     | Reporte Pts | Estadísticas 29 Mazzarino | Pabellón: Polideportivo Carlos Cerutti |  |  |
| serie 2 - 1 |                                       |             |                           |                                        |  |  |
|             |                                       |             |                           |                                        |  |  |

Gimnasia y Esgrima (Comodoro Rivadavia) - Uberlândia
| 5 de marzo  | Uberlândia Tênis Clube     | 83–89 | Gimnasia y Esgrima (CR)     | Brasil                       |  |  |
|             |                            |       |                             |                              |  |  |
|             | Estadísticas Marc Brown 33 | Pts   | Estadísticas 38 David Scott | Pabellón: Estadio Uberlandia |  |  |
| serie 0 - 1 |                            |       |                             |                              |  |  |
|             |                            |       |                             |                              |  |  |

| 12 de marzo | Gimnasia y Esgrima (CR) | 90–91 | Uberlândia Tênis Clube | Comodoro Rivadavia                  |  |  |
|             |                         |       |                        |                                     |  |  |
|             | Estadísticas Scott 32   | Pts   | Estadísticas 37 Savoy  | Pabellón: Estadio Socios Fundadores |  |  |
| serie 1 - 1 |                         |       |                        |                                     |  |  |
|             |                         |       |                        |                                     |  |  |

| 13 de marzo | Gimnasia y Esgrima (CR)         | 120–68 | Uberlândia Tênis Clube     | Comodoro Rivadavia                  |  |  |
|             |                                 |        |                            |                                     |  |  |
|             | Estadísticas Leandro Masieri 33 | Pts    | Estadísticas 18 Marc Brown | Pabellón: Estadio Socios Fundadores |  |  |
| serie 2 - 1 |                                 |        |                            |                                     |  |  |
|             |                                 |        |                            |                                     |  |  |

Ambassadors - Flamengo
| 5 de marzo  | Ambassadors | 114–100 | Flamengo | Santa Fe |  |  |
|             |             |         |          |          |  |  |
|             |             |         |          |          |  |  |
| serie 1 - 0 |             |         |          |          |  |  |
|             |             |         |          |          |  |  |

| 12 de marzo | Flamengo | 93–90 | Ambassadors | Río de Janeiro |  |  |
|             |          |       |             |                |  |  |
|             |          |       |             |                |  |  |
| serie 1 - 1 |          |       |             |                |  |  |
|             |          |       |             |                |  |  |

| 13 de marzo | Flamengo | 95–92 | Ambassadors | Río de Janeiro |  |  |
|             |          |       |             |                |  |  |
|             |          |       |             |                |  |  |
| serie 2 - 1 |          |       |             |                |  |  |
|             |          |       |             |                |  |  |

### Semifinales
Estudiantes (Olavarría) - Atenas
| 23 de marzo | Atenas | 92–81 | Estudiantes (O) | Córdoba                                |  |  |
|             |        |       |                 |                                        |  |  |
|             |        |       |                 | Pabellón: Polideportivo Carlos Cerutti |  |  |
| serie 1 - 0 |        |       |                 |                                        |  |  |
|             |        |       |                 |                                        |  |  |

| 30 de marzo | Estudiantes (O)                      | 89–67   | Atenas | Olavarría                        |  |  |
|             | Parciales: 25-14, 25-19, 7-18, 32-16 |         |        |                                  |  |  |
|             |                                      | Reporte |        | Pabellón: Parque Carlos Guerrero |  |  |
| serie 1 - 1 |                                      |         |        |                                  |  |  |
|             |                                      |         |        |                                  |  |  |

| 31 de marzo | Estudiantes (O) | 84–80   | Atenas | Olavarría                        |  |  |
|             |                 |         |        |                                  |  |  |
|             |                 | Reporte |        | Pabellón: Parque Carlos Guerrero |  |  |
| serie 2 - 1 |                 |         |        |                                  |  |  |
|             |                 |         |        |                                  |  |  |

Gimnasia y Esgrima (Comodoro Rivadavia) - Flamengo
| 24 de marzo | Flamengo                      | 112–105     | Gimnasia y Esgrima (CR)     | Río de Janeiro |  |  |
|             |                               |             |                             |                |  |  |
|             | Estadísticas Oscar Schmidt 34 | Reporte Pts | Estadísticas 31 David Scott |                |  |  |
| serie 1 - 0 |                               |             |                             |                |  |  |
|             |                               |             |                             |                |  |  |

| 30 de marzo | Gimnasia y Esgrima (CR)     | 108–91      | Flamengo                      | Comodoro Rivadavia                  |  |  |
|             |                             |             |                               |                                     |  |  |
|             | Estadísticas Pablo Moldú 28 | Reporte Pts | Estadísticas 28 Oscar Schmidt | Pabellón: Estadio Socios Fundadores |  |  |
| serie 1 - 1 |                             |             |                               |                                     |  |  |
|             |                             |             |                               |                                     |  |  |

| 31 de marzo | Gimnasia y Esgrima (CR)     | 108–105     | Flamengo                      | Comodoro Rivadavia                  |  |  |
|             |                             |             |                               |                                     |  |  |
|             | Estadísticas Pablo Moldú 36 | Reporte Pts | Estadísticas 39 Oscar Schmidt | Pabellón: Estadio Socios Fundadores |  |  |
| serie 1 - 1 |                             |             |                               |                                     |  |  |
|             |                             |             |                               |                                     |  |  |

### Final
Estudiantes (Olavarría) - Gimnasia y Esgrima (Comodoro Rivadavia)
| 6 de abril  | Gimnasia y Esgrima (CR)            | 93–88 | Estudiantes (O)              | Comodoro Rivadavia                  |  |  |
|             |                                    |       |                              |                                     |  |  |
|             | Estadísticas Stanley Easterling 25 | Pts   | Estadísticas 28 Byron Wilson | Pabellón: Estadio Socios Fundadores |  |  |
| serie 1 - 0 |                                    |       |                              |                                     |  |  |
|             |                                    |       |                              |                                     |  |  |

| 7 de abril  | Gimnasia y Esgrima (CR)                   | 86–100 | Estudiantes (O)              | Comodoro Rivadavia                  |  |  |
|             |                                           |        |                              |                                     |  |  |
|             | Estadísticas Pablo Moldú y David Scott 24 | Pts    | Estadísticas 22 Byron Wilson | Pabellón: Estadio Socios Fundadores |  |  |
| serie 1 - 1 |                                           |        |                              |                                     |  |  |
|             |                                           |        |                              |                                     |  |  |

| 12 de abril | Estudiantes (O)              | 106–84 | Gimnasia y Esgrima (CR)     | Olavarría                        |  |  |
|             |                              |        |                             |                                  |  |  |
|             | Estadísticas Byron Wilson 24 | Pts    | Estadísticas 28 David Scott | Pabellón: Parque Carlos Guerrero |  |  |
| serie 2 - 1 |                              |        |                             |                                  |  |  |
|             |                              |        |                             |                                  |  |  |

| 13 de abril | Estudiantes (O)              | 100–78 | Gimnasia y Esgrima (CR)         | Olavarría                        |  |  |
|             |                              |        |                                 |                                  |  |  |
|             | Estadísticas Byron Wilson 28 | Pts    | Estadísticas 15 Leandro Masieri | Pabellón: Parque Carlos Guerrero |  |  |
| serie 3 - 1 |                              |        |                                 |                                  |  |  |
|             |                              |        |                                 |                                  |  |  |

## Estadísticas

### Posiciones globales
| Pos. | Equipo                   | Pts | PJ | PG | PP | PF   | PC   | Dif  |
| ---- | ------------------------ | --- | -- | -- | -- | ---- | ---- | ---- |
| 1.   | Estudiantes de Olavarría | 22  | 12 | 10 | 2  | 1132 | 952  | +180 |
| 2.   | Gimnasia y Esgrima (CR)  | 21  | 13 | 8  | 5  | 1154 | 1075 | +79  |
| 3.   | Atenas                   | 13  | 9  | 4  | 5  | 801  | 734  | +67  |
| 4.   | Flamengo                 | 13  | 9  | 4  | 5  | 805  | 764  | +41  |
| 5.   | Ambassadors              | 9   | 6  | 3  | 3  | 570  | 551  | +19  |
| 6.   | Welcome                  | 9   | 6  | 3  | 3  | 523  | 512  | +11  |
| 7.   | Uberlândia Tênis Clube   | 9   | 6  | 3  | 3  | 505  | 524  | -19  |
| 8.   | Vasco da Gama            | 6   | 5  | 2  | 3  | 423  | 402  | +21  |
| 9.   | Cocodrilos de Caracas    | 4   | 3  | 2  | 1  | 261  | 244  | +17  |
| 10.  | Piratas de Bogotá        | 4   | 3  | 2  | 1  | 234  | 246  | -12  |
| 11.  | Deportivo San José       | 4   | 3  | 1  | 2  | 247  | 260  | -13  |
| 12.  | Provincial Osorno        | 4   | 3  | 1  | 2  | 249  | 274  | -25  |
| 13.  | Universidad Concepción   | 3   | 3  | 2  | 1  | 239  | 281  | -42  |
| 14.  | Alas Peruanas            | 3   | 3  | 0  | 3  | 219  | 298  | -86  |
| 15.  | Real Santa Cruz          | 3   | 3  | 0  | 3  | 215  | 317  | -102 |
| 16.  | Club ESPE                | 3   | 3  | 0  | 3  | 185  | 321  | -136 |

## Plantel Campeón
El equipo campeón estuvo integrado por los siguientes jugadores:
| Jugador                  | Posición         | Edad    | Altura      |
| ------------------------ | ---------------- | ------- | ----------- |
| Baldo, Víctor            | ala-pivot        | 24 años | 2 metros    |
| Díaz, Gabriel            | alero            | 28 años | 1,98 metros |
| Farabello, Daniel        | escolta          | 27 años | 1,94 metros |
| Fernández, Gustavo       | base             | 32 años | 1,80 metros |
| Fernández, Gabriel       | pivote           | 24 años | 2,04 metros |
| Iraporda, Horacio        | alero            | 19 años | 1,97 metros |
| Lorenzo, Nicolás         | escolta          | 19 años | 1,90 metros |
| Mansilla, Darío          | pivot            | 18 años | 2,07 metros |
| Marín, Federico          | base             | 19 años | 1,96 metros |
| Quinteros, Paolo         | escolta          | 22 años | 1,85 metros |
| Wilson, Byron            | alero            | 30 años | 1,92 metros |
| Hernández, Sergio Santos | Director técnico | 37 años | 1,84 metros |
| Pepiche, Alejandro       | Asistente        |         |             |